# Elsah
Elsah é uma vila localizada no estado americano de Illinois, no Condado de Jersey.

## Demografia
Segundo o censo americano de 2000, a sua população era de 635 habitantes.
Em 2006, foi estimada uma população de 641, um aumento de 6 (0.9%).

## Geografia
De acordo com o United States Census Bureau tem uma área de
2,7 km², dos quais 2,7 km² cobertos por terra e 0,0 km² cobertos por água. Elsah localiza-se a aproximadamente 131 m acima do nível do mar.

## Localidades na vizinhança
O diagrama seguinte representa as localidades num raio de 20 km ao redor de Elsah.